# 巴拉亞
巴拉亞（Baraya）是哥倫比亞的城鎮，位於該國西南部，由乌伊拉省負責管轄，距離首府內瓦37公里，始建於1814年，面積737平方公里，海拔高度620米，2005年人口4,354。
3°9′11″N 75°3′11″W / 3.15306°N 75.05306°W